# Lectio continua
Непрерывное чтение (англ. Lectio continua) — практика чтения Священного Писания во время богослужения, когда следующее чтение начинается с того места, где остановилось предыдущее.
Использование lectio selecta восходит к дохристианским еврейским традициям. В «От Луки 4: 16–21» говорится о практике такого чтения книги пророка Исаии в субботу, когда Иисус посещает синагогу.
В раннем христианстве сложилась практика чтения Священного Писания каждое воскресенье или чтения определенных разделов Священного Писания во время праздников в ежегодной последовательности, а последовательности чтений lectiocontina и lectio selecta устанавливались на протяжении веков.
Примерно с V в.н.э. и до сего дня lectio continua Пятикнижия практикуется в иудаизме. В Византии цикл чтения был трёхлетним, но сейчас во всех течениях иудаизма принят однолетний цикл, начинающийся в праздник Симхат-Тора.
Знаменитый отец церкви и проповедник, Иоанн Златоуст, практиковал Lectio continua, проповедуя по порядку по книгам Библии. Его практика была возобновлена в Цюрихе с 1519 реформатором Ульрихом Цвингли.
Практика Lectio continua также продолжается в некоторых современных протестантских церквах под видом циклов излагательных проповедей по книгам Библии. Так проповедовали Жан Кальвин (реформат, XVI век), Чарльз Симеон (англиканин, XIX век), Мартин Ллойд-Джонс (конгрегационалист, XX век) и многие другие. Среди более современных практикантов такого подхода такие проповедники как Ричадр Лукас (англиканин), Джон Пайпер (баптист), Джон Макартур (фундаменталист).